# Verkupfern
Als Verkupfern bezeichnet man das Überziehen metallischer Gegenstände mit Kupfer.

## Verwendung
Verkupferung wird unter anderem angewandt vor dem Vernickeln von Stahl zur Verringerung von Polierkosten, als Unterlage vor dem Vernickeln von Zinklegierungen, um den Angriff des Nickelbades auf Zink zu verhüten, zur lokalen Abdeckung von Stahl vor der Einsatzhärtung, in der Galvanoplastik, zur Herstellung von Bronzetönen auf Stahl und vor dem Tiefziehen als Schmiermittelträger (häufiger wird hierfür jedoch phosphatiert).
Kupfer zeichnet sich auch durch die Eigenschaft aus, kleine Fehlstellen zu überbrücken. Es ist deshalb oft nützlich, dünne Kupferschichten zwischen einzelnen Elektrolytmetallagen einzuschieben, um Fehler zu korrigieren und den Korrosionsschutz wie die Haftintensität zu erhöhen. Nur mäßig oder schlecht leitende Fremdpartikeln auf der Kathodenoberfläche (z. B. Graphit auf Gusseisen, Karbide, Oxide und andere auf Stahl) werden vom Elektrolytmetall schwerer oder gar nicht bedeckt, das Überzugsmetall haftet schlechter, es entstehen Poren. Darauf gründet sich zum Teil die Praxis, Werkstücke erst leicht zu verkupfern, ehe man Überzüge aus anderem Metall darauf herstellt.
Die eingesetzten galvanischen Bäder lassen sich in saure und alkalische Bäder einteilen. Zu den sauren Bädern gehören Kupfersulfatbäder (Kupfersulfat und Schwefelsäure) und Fluoboratbäder (Kupferborfluorid), freie Borflußsäure und manchmal Borsäure. Saure Kupferbäder sind weniger anfällig als alkalische und werden bevorzugt dort eingesetzt, wo dickere Niederschläge abgeschieden werden sollen. Nachteilig wirkt sich aus, dass Eisen und Stahl nicht ohne Vorbehandlung direkt verkupfert werden kann. Als Glanzbildner in sauren Kupferbädern haben sich Thioharnstoff, Gelatine, Cellulose oder organische Sulfonsäuren bewährt. Zu den alkalischen Kupferbädern gehören Glanzkupferbad (Kupfersulfat, Diethylentriamin, Ammoniumsulfat, Ammoniak und ein Netzmittel wie Tergitol), Kupfercyanidbäder (Kupfercyanid in einer Lösung aus Alkalicyanid wie Kaliumcyanid mit Natriumcarbonat oder Rochellesalz), Pyrophosphatbad (Kalium- oder Natriumpyrophosphat und Kupferpyrophosphat mit zusätzlich Ammoniumoxalat, Kaliumnitrat und Ammoniak) und das Kupfersulfamatbad (Metall- oder Ammoniumsalze der Sulfaminsäure wie Ammoniumsulfamat, Kupfersulfat und Natriumhydroxid).

## Verfahren
Zum galvanischen Verkupfern dient eine Lösung von Kupferoxydul in Kaliumcyanid oder für Gusseisen, Stahl, Stabeisen eine Lösung von Kupfervitriol, Seignettesalz und Ätznatron. Eisen rostet leicht unter der Kupferdecke und wird vorteilhaft vor dem Verkupfern verbleit, durch Einsatzhärtung oberflächlich in Stahl verwandelt oder mit Firnis oder Ölfarbe angestrichen und dann mit Graphitpulver leitend gemacht. Man erzeugt bisweilen 1–2 mm starke Kupferüberzüge. Eisen und Stahl bedecken sich schon beim Eintauchen in eine Kupferlösung mit einer Kupferschicht; wenn diese aber bei einiger Stärke gut haften soll, muss man besondere Kunstgriffe anwenden.
Man versetzt z. B. eine konzentrierte Kupfervitriollösung mit etwas weniger als der Hälfte ihres Volumens englischer Schwefelsäure, taucht in diese Flüssigkeit die stählernen Gegenstände ein, zieht sie sogleich wieder heraus, spült sie einige Mal mit heißem Wasser ab und trocknet sie durch Reiben mit geschlämmter Kreide auf einem Läppchen. Das Verkupfern des Eisens und Stahls ist häufig eine Vorbereitungsarbeit, um einen Grund für Vergoldung, Vernickeln oder Verzinnung durch Ansieden zu bilden.
Zum Verkupfern von Zink erhitzt man Weinstein, kohlensaures Kupferoxyd und Wasser auf 75 °C, fügt dann Schlämmkreide hinzu, bis das Brausen aufhört, filtriert, wäscht den Niederschlag aus, vereinigt alle Flüssigkeiten und legt in dieselben die vorher sehr blank gebeizten Gegenstände, welche in einigen Minuten eine schöne Verkupferung annehmen.
Zum Verkupfern von Messing erhitzt man dieses an der Luft, bis es schwärzlichbraun geworden ist, löscht es in Chlorzinklösung ab, kocht es darin, spült flüchtig, trocknet, kocht es in kupferhaltiger Chlorzinklösung (durch Kochen von Chlorzinklösung mit geglühtem Kupferblech erhalten) und berührt es dabei auf der Rückseite mit einem Zinkstäbchen, spült, bürstet und trocknet.
Eisen kann auch verkupfert werden, wenn man es bis zum Weißglühen erhitzt und bei völligem Luftabschluss in geschmolzenes Kupfer taucht. Schmiedeeiserne Platten, welche auf diese Weise verkupfert sind, lassen sich gut verarbeiten, ohne dass das Kupfer sich ablöst. Da die Ausführung dieses Verfahrens aber mit erheblichen Schwierigkeiten verknüpft ist, so verkupfert man in der Regel auf nassem Weg. Eisenbleche, welche vorläufig verzinkt sind, nehmen beim Eintauchen in geschmolzenes, zum Luftabschluss mit Kohle bedecktes Kupfer bereitwillig einen Kupferüberzug an.
Das Verkupfern von Eisen und Stahl als Vorbereitung zur Vergoldung war schon 1603 bekannt, doch gewann die Verkupferung selbst erst seit Erfindung der Galvanoplastik praktische Bedeutung und wurde namentlich durch Jean Baptiste Oudry in Auteuil 1856 für die Praxis ausgebildet.